# Sainte-Croix-sur-Mer
Sainte-Croix-sur-Mer est une commune française située dans le département du Calvados en région Normandie, peuplée de 244 habitants.

## Géographie
Sainte-Croix-sur-Mer est une commune du Calvados située dans le Bessin à quatre kilomètres de Creully, quinze kilomètres de Bayeux et dix-huit kilomètres de Caen. Elle appartient à la communauté de communes de Bessin, Seulles et Mer.
| Ver-sur-Mer |                        | Graye-sur-Mer |
| Crépon      | Sainte-Croix-sur-Mer   |               |
| Tierceville | Colombiers-sur-Seulles | Banville      |

### Hydrographie
La commune est située dans le bassin Seine-Normandie. Elle n'est drainée par aucun cours d'eau,.

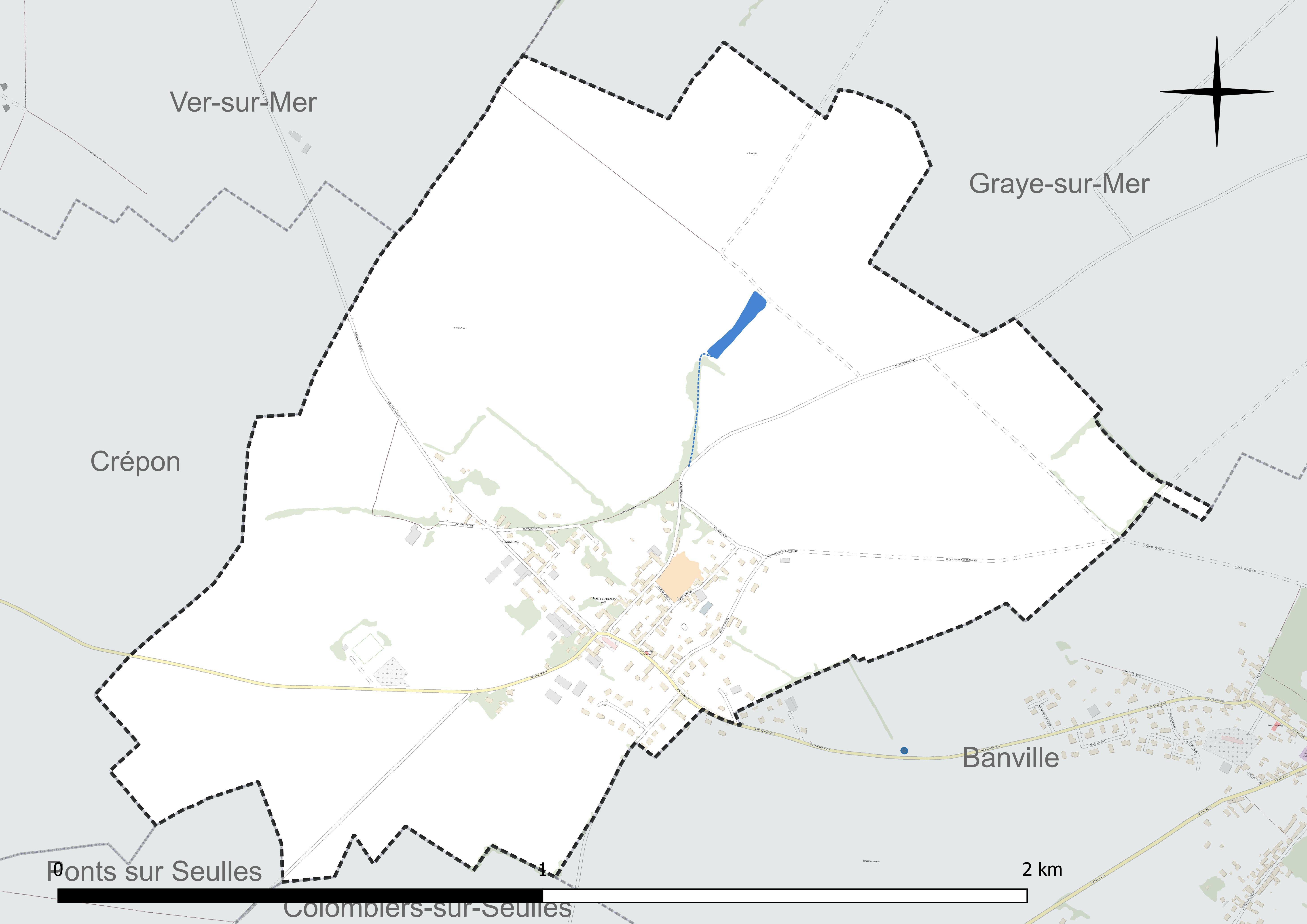
Réseau hydrographique de Sainte-Croix-sur-Mer.

### Climat
Pour des articles plus généraux, voir Climat de la Normandie et Climat du Calvados.
En 2010, le climat de la commune est de type climat océanique franc, selon une étude du CNRS s'appuyant sur une série de données couvrant la période 1971-2000. En 2020, Météo-France publie une typologie des climats de la France métropolitaine dans laquelle la commune est exposée à un climat océanique et est dans la région climatique Normandie (Cotentin, Orne), caractérisée par une pluviométrie relativement élevée (850 mm/a) et un été frais (15,5 °C) et venté. Parallèlement le GIEC normand, un groupe régional d'experts sur le climat, différencie quant à lui, dans une étude de 2020, trois grands types de climats pour la région Normandie, nuancés à une échelle plus fine par les facteurs géographiques locaux. La commune est, selon ce zonage, exposée à un « climat des plateaux abrités », correspondant à la plaine agricole de Caen à Falaise, sous le vent des collines de Normandie et proche de la mer, se caractérisant par une pluviométrie et des contraintes thermiques modérées.
Pour la période 1971-2000, la température annuelle moyenne est de 10,8 °C, avec  une amplitude thermique annuelle de 11,7 °C. Le cumul annuel moyen de précipitations est de 717 mm, avec 12 jours de précipitations en janvier et 7,7 jours en juillet. Pour la période 1991-2020, la température moyenne annuelle observée sur la station météorologique la plus proche, située sur la commune de Bernières-sur-Mer à 7 km à vol d'oiseau, est de 11,7 °C et le cumul annuel moyen de précipitations est de 695,0 mm,. Pour l'avenir, les paramètres climatiques de la commune estimés pour 2050 selon différents scénarios d'émission de gaz à effet de serre sont consultables sur un site dédié publié par Météo-France en novembre 2022.

## Urbanisme

### Typologie
Au 1er janvier 2024, Sainte-Croix-sur-Mer est catégorisée commune rurale à habitat dispersé, selon la nouvelle grille communale de densité à 7 niveaux définie par l'Insee en 2022.
Elle est située hors unité urbaine. Par ailleurs la commune fait partie de l'aire d'attraction de Caen, dont elle est une commune de la couronne,. Cette aire, qui regroupe 296 communes, est catégorisée dans les aires de 200 000 à moins de 700 000 habitants,.

### Occupation des sols
L'occupation des sols de la commune, telle qu'elle ressort de la base de données européenne d'occupation biophysique des sols Corine Land Cover (CLC), est marquée par l'importance des territoires agricoles (86,2 % en 2018), en diminution par rapport à 1990 (100 %). La répartition détaillée en 2018 est la suivante : 
terres arables (86,2 %), zones urbanisées (13,8 %). L'évolution de l'occupation des sols de la commune et de ses infrastructures peut être observée sur les différentes représentations cartographiques du territoire : la carte de Cassini (XVIIIe siècle), la carte d'état-major (1820-1866) et les cartes ou photos aériennes de l'IGN pour la période actuelle (1950 à aujourd'hui).

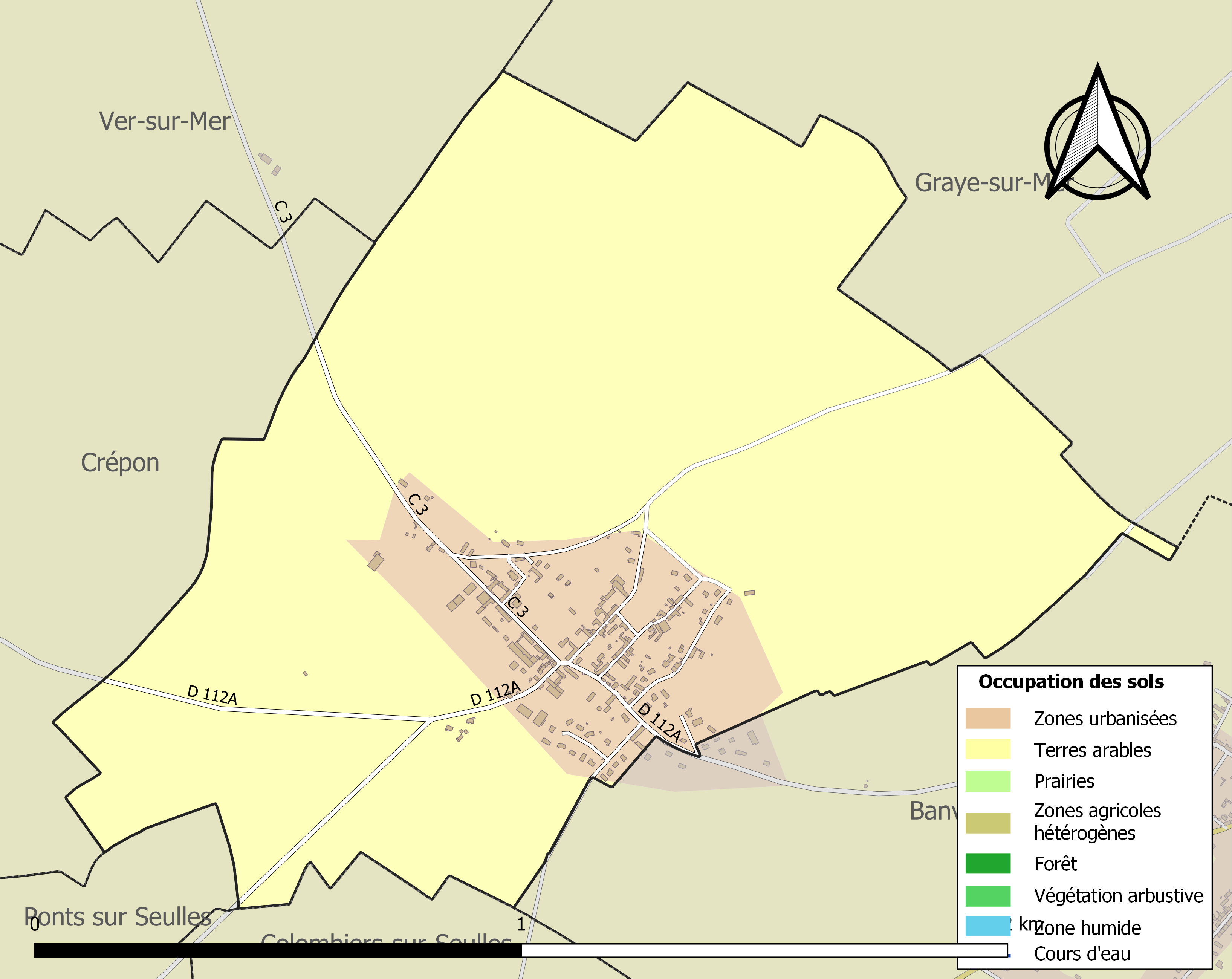
Carte des infrastructures et de l'occupation des sols de la commune en 2018 (CLC).

## Toponymie
Le nom de la localité est attesté sous la forme S. Crux supra mare en 1231, Sainte-Croix-sur-mer en 1801.
Le toponyme évoque la Vraie Croix, dite également la Sainte Croix, qui serait la croix sur laquelle Jésus-Christ a été crucifié.
La dénomination de « Sainte-Croix-sur-la-Mer », alors que le territoire n'atteint pas le littoral, s'explique par la nécessité ancienne de distinguer cette paroisse de celle de Sainte-Croix-Grand-Tonne, relativement proche mais un peu plus à l'intérieur des terres.

## Histoire

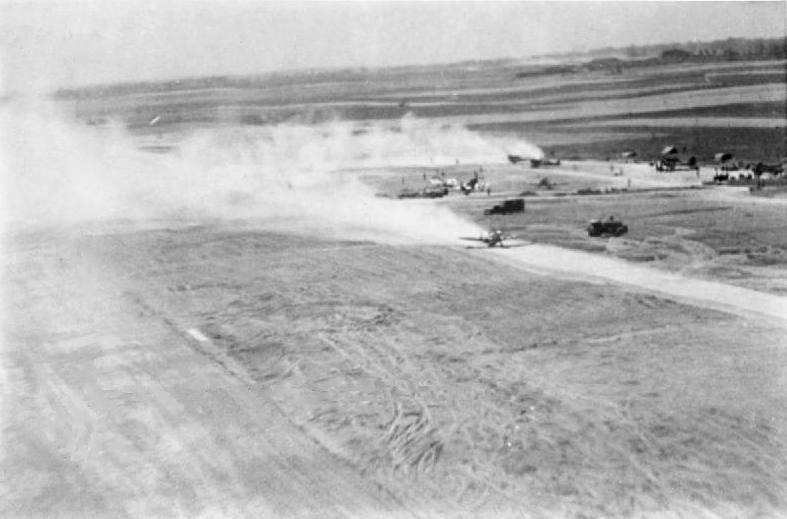
Un Spitfire IX atterrit sur l'ALG B.3 (Sainte-Croix-sur-Mer) le 12 juin 1944.

Pendant la bataille de Normandie, Sainte-Croix a hébergé un aérodrome de campagne allié (ALG B.3).

## Politique et administration
| Période                                  | Période   | Identité            | Étiquette | Qualité                      |
| ---------------------------------------- | --------- | ------------------- | --------- | ---------------------------- |
| juin 1995                                | mars 2008 | Monique Leménager   | SE        | Agricultrice                 |
| mars 2008                                | mai 2020  | René Gerlet         | SE        | Conservateur des hypothèques |
| mai 2020                                 | En cours  | Guillaume Leménager | SE        | Agriculteur                  |
| Les données manquantes sont à compléter. |           |                     |           |                              |

## Démographie
L'évolution du nombre d'habitants est connue à travers les recensements de la population effectués dans la commune depuis 1793. Pour les communes de moins de 10 000 habitants, une enquête de recensement portant sur toute la population est réalisée tous les cinq ans, les populations de référence des années intermédiaires étant quant à elles estimées par interpolation ou extrapolation. Pour la commune, le premier recensement exhaustif entrant dans le cadre du nouveau dispositif a été réalisé en 2006.
En 2022, la commune comptait 244 habitants, en évolution de −2,79 % par rapport à 2016 (Calvados : +1,58 %, France hors Mayotte : +2,11 %).
| 1793 | 1800 | 1806 | 1821 | 1831 | 1836 | 1841 | 1846 | 1851 |
| ---- | ---- | ---- | ---- | ---- | ---- | ---- | ---- | ---- |
| 257  | 258  | 301  | 285  | 264  | 279  | 269  | 253  | 272  |

| 1856 | 1861 | 1866 | 1872 | 1876 | 1881 | 1886 | 1891 | 1896 |
| ---- | ---- | ---- | ---- | ---- | ---- | ---- | ---- | ---- |
| 288  | 304  | 310  | 284  | 258  | 240  | 222  | 212  | 228  |

| 1901 | 1906 | 1911 | 1921 | 1926 | 1931 | 1936 | 1946 | 1954 |
| ---- | ---- | ---- | ---- | ---- | ---- | ---- | ---- | ---- |
| 202  | 207  | 194  | 171  | 171  | 161  | 144  | 158  | 157  |

| 1962 | 1968 | 1975 | 1982 | 1990 | 1999 | 2006 | 2011 | 2016 |
| ---- | ---- | ---- | ---- | ---- | ---- | ---- | ---- | ---- |
| 145  | 131  | 119  | 120  | 161  | 201  | 220  | 240  | 251  |

| 2021 | 2022 | - | - | - | - | - | - | - |
| ---- | ---- | - | - | - | - | - | - | - |
| 241  | 244  | - | - | - | - | - | - | - |

## Lieux et monuments

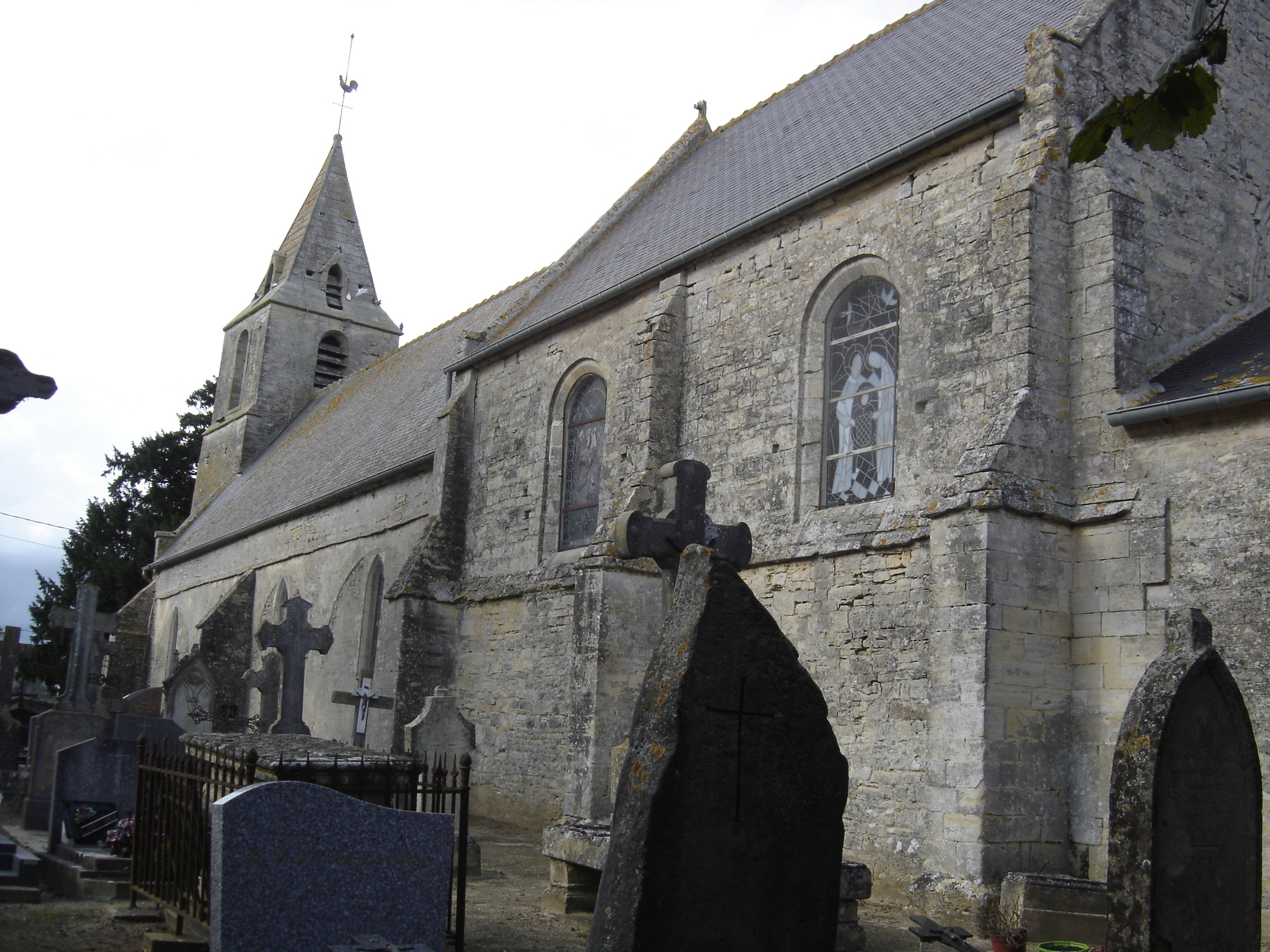
L'église de l'Exaltation-de-la-Sainte-Croix.
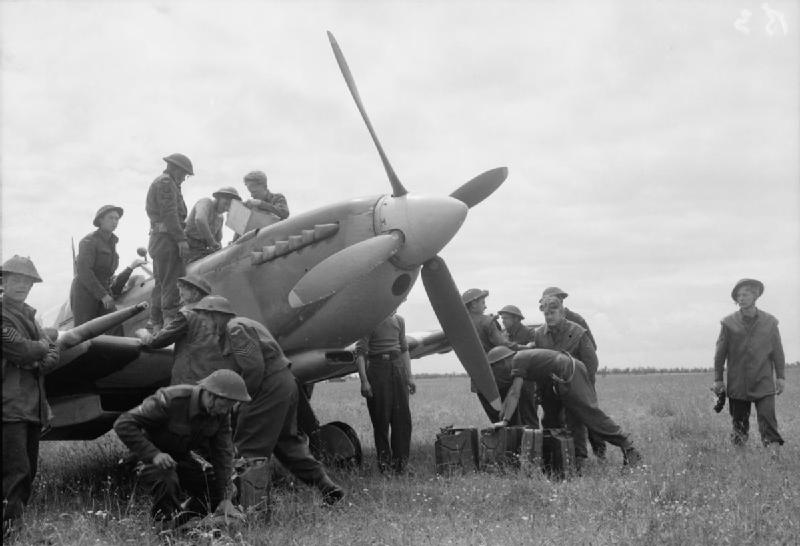
Ravitaillement d'un Supermarine Spitfire à Sainte-Croix le 10 juin 1944.
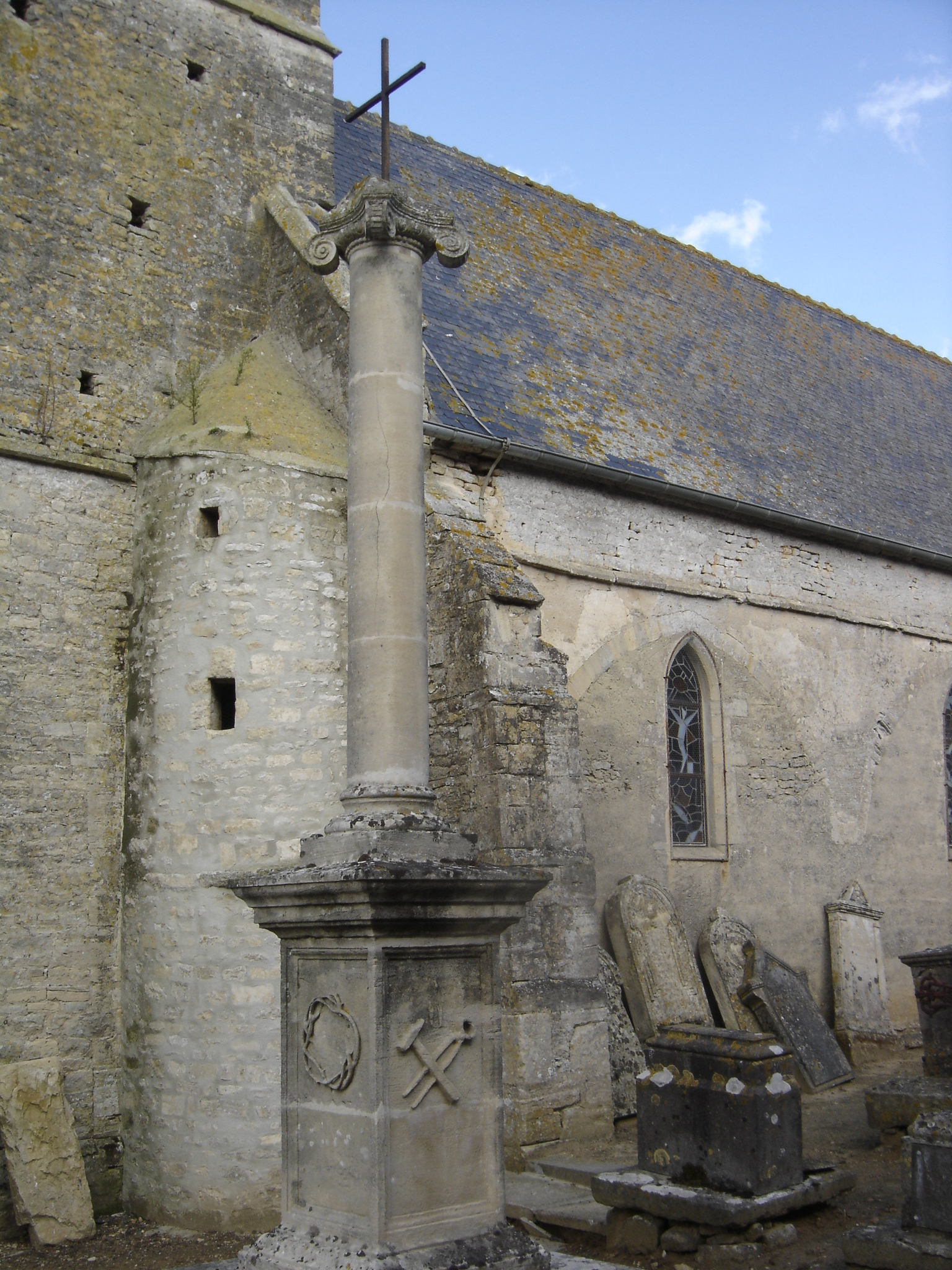
La croix du cimetière.

- Église de l'Exaltation-de-la-Sainte-Croix (XIIIe siècle).
- Château Fouques (ou ferme Fouques) : manoir (XVIIIe siècle)[24].
- Le monument aérodrome B3-Groupes de chasse Île-de-France et Alsace, qui rappelle la présence d'un aérodrome militaire allié provisoire en service du 10 juin au 4 septembre 1944.

## Personnalités liées à la commune
- Jean-François Philippe-Delleville (1740-1828 à Sainte-Croix-sur-Mer), politicien.

## Héraldique
| Blason de Sainte-Croix-sur-Mer | Blason  | D'or à la croix ancrée de gueules, au chef d'azur chargé de trois étoiles du champ. |
| Blason de Sainte-Croix-sur-Mer | Détails |                                                                                     |